# Torre Umbría
La torre Umbría, también conocida como torre de Punta Umbría, es una torre almenara situada en el municipio español de Punta Umbría, en la provincia de Huelva. Pertenece a la antigua red de torres de vigilancia costera repartidas por el sur del litoral español. Junto a la Torre de la Arenilla, estaba a cargo de la defensa de la entrada fluvial a la Ría de Huelva. En la actualidad es un Bien de Interés Cultural y está protegida como patrimonio de carácter histórico.
Aparece en el escudo de Punta Umbría, realizado por el pintor Pedro Gil Mazo.

## Historia
La torre fue edificada a inicios del XVII. Fue concluida en 1614, prueba de lo cual queda una placa de mármol con la siguiente inscripción:

ESTA TORRE MADO HAZER EL REI DON FELIPE TERCERO NRO SEÑOR SIENDO JUEZ DE LAS TORRES Y DE LAS DEMAS DEL MAR DEL ANDALUCIA EL LICENCIA DO DON JU[AN] DE LA FUE[N]TE HURTADO Y ALCA[LA] ACABOSE AÑO DE 1614.

En 1963, Punta Umbría obtiene la segregación del municipio de Cartaya y su propio ayuntamiento. Como término municipal recibe 2 473 hectáreas de suelo rústico y 400 hectáreas de suelo urbanizable, donde construir el núcleo urbano. Ambas fincas son inscritas el 9 de diciembre de 1966 en el Registro de la Propiedad por parte del Ayuntamiento y al día siguiente el Ministerio de Gobernación inscribe a su favor una parcela de 3 500 m2 que incluye la ubicación de la torre. 
En abril de 2003, en el 60.º aniversario de Punta Umbría como ayuntamiento independiente, se abre al público la torre como centro de interpretación, tras restaurarla.
La Dirección General del Patrimonio del Estado intenta inscribir a su favor esta parcela en abril de 2015. El ayuntamiento impugna dicha solicitud en mayo de 2015 y recibe sentencia estimatoria en julio de 2016. El Estado recurre dicha decisión y recibe sentencia estimatoria del Tribunal Supremo tres años más tarde, por lo que el ayuntamiento acude al Tribunal Constitucional mediante recurso de amparo.
Actualmente se encuentra abierta al público como centro de interpretación.